# Chimarra massana
Chimarra massana là một loài Trichoptera trong họ Philopotamidae. Chúng phân bố ở miền Australasia.